# Libkov (district de Chrudim)
Pour les articles homonymes, voir Libkov.
Libkov (en allemand : Hodona ou Godona) est une commune du district de Chrudim, dans la région de Pardubice, en République tchèque. Sa population s'élevait à 81 habitants en 2022.

## Géographie
Libkov se trouve à 4 km à l'ouest du centre de Nasavrky, à 13 km au sud-sud-ouest de Chrudim, à 22 km au sud de Pardubice et à 98 km à l'est-sud-est de Prague.
La commune est limitée par Liboměřice et Křižanovice au nord, par České Lhotice à l'est, par Hodonín au sud-est, par Horní Bradlo au sud et par Krásné à l'ouest.

## Histoire
La première mention écrite de la localité date de 1329.

## Transports
Par la route, Libkov se trouve à 4 km de Nasavrky, à 17 km de Chrudim, à 28 km de Pardubice et à 123 km de Prague. 